# Gothia Cup
La Gothia Cup è un torneo giovanile di calcio per squadre dilettantistiche, fondato nel 1975, che si svolge annualmente a Göteborg nel mese di Luglio. È il torneo giovanile più partecipato al mondo e il più internazionale, e dal 2008 ha ricevuto dalla FIFA l'autorizzazione a utilizzare la denominazione "Coppa del Mondo Giovanile". 
Le statistiche annuali al 2014 erano di oltre 4.000 partite tra 1.600 squadre provenienti da 80 paesi. Dai 5 paesi dell'esordio si è arrivati al record di 82 paesi nel 2017.
Dal 2016 al 2019 si è tenuta anche la Gothia Cup China a Shenyang, in Cina, poi interrotta in seguito al COVID-19.
Dal 2023 si disputa anche la Gothia Cup Cancún a Cancún, in Messico.

## Formato

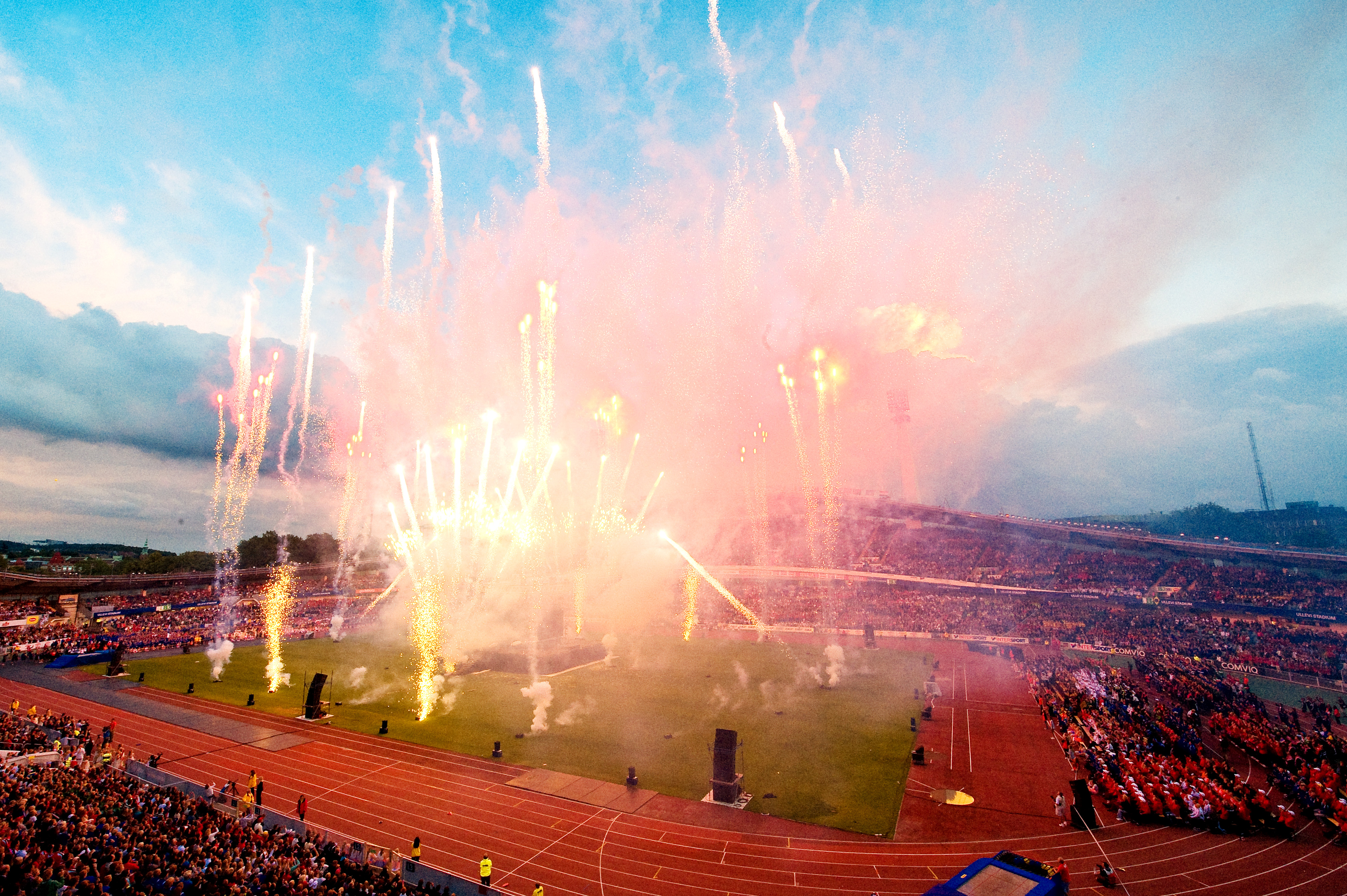
Cerimonia di apertura all'Ullevi Stadion di Goteborg, 2011.

La manifestazione dura circa una settimana e si tiene nel mese di luglio ed è aperta a ragazzi e ragazze dagli 11 ai 18 anni. Le squadre vengono ospitate all'interno delle classi delle scuole di Goteborg e dintorni per tutto il periodo del torneo.
La cerimonia di apertura della manifestazione si tiene all'Ullevi Stadion, dove una squadra per ogni stato partecipante sfila portando la bandiera nazionale. Il torneo è diviso in sette diverse categorie di età per i ragazzi e sei per le ragazze; le squadre partcipanti vengono divise in gironi da 4-5 squadre; le prime due classificate si qualificano per i play-off A, mentre le terze giocano i play off B.
Si passa successivamente a una fase a eliminazione diretta fino alla finale, che si tiene nuovamente all'Ullevi Stadion.
I campi utilizzati sono più di cento (al 2022), con il punto centrale della manifestazione all'Heden Center e un'altra zona importante al Kviberg Center; si sfruttano anche i prati dei parchi pubblici opportunamente accessoriati.

## Storia
Il primo torneo fu organizzato nel 1975, ispirandosi al torneo di pallamano Partille Cup e fu organizzato dalle società del GAIS e BK Häcken con il supporto del quotidiano locale Arbetet. A questa prima edizione parteciparono 275 squadre provenienti da Danimarca, Svezia, Norvegia, Finlandia e Germania. Fin dall'inizio il torneo era aperto a squadre maschili e femminili. La scelta del nome deriva dall'antico nome latino della zona.
Nel 1981 sia la squadra del GAIS che il quotidiano Arbetet si ritirarono dall'organizzazione lasciando come responsabile il solo BK Häcken. Come nuovo direttore del torneo fu assunto Dennis Andersson, ruolo che ricopre ancora oggi. Andersson decide di puntare all'internalizzazione del torneo e durante il decennio la Gothia Cup raddoppiò sia il numero delle nazioni partecipanti che quello delle squadre iscritte. Da 18 a 40 nazioni e da 400 a 800 squadre.
Anche l'interesse pubblico crebbe di pari passo. Con l'aumento del numero di squadre internazionali, anche la qualità del torneo aumentò e si iniziò a chiamare la Gothia Cup in maniera non ufficiale "Coppa del Mondo Giovanile". I club che si distinsero in questo periodo furono lo Ysfon Stars (Nigeria), l'Ayr United (Scozia) e il Voluntas (Italia). Il numero delle squadre femminili continuò a crescere e furono create cinque categorie per le ragazze. 
Nel 1994 fu inaugurato il nuovo centro sportivo di Kviberg con venti campi sportivi per ospitare le partite. Nel 1995, per la prima volta, il torneo raggiunse il numero di mille squadre iscritte. Per gestire il numero di iscritti, il torneo si espanse anche nei comuni limitrofi di Partille e Mölndal. Verso la fine degli anni Novanta le nazioni presenti al torneo erano oltre 60. 
Negli anni 2000 venne inaugurato anche il Gothia Heden Center, e dal 2003 Kungsbacka è diventato il quarto comune a ospitare partite. Nel 2004 Sven-Göran Eriksson ha partecipato al torneo come allenatore del Peace Team, composto da un mix di giocatori israeliani e palestinesi. Il numero dei visitatori a Goteborg in occasione della Gothia Cup ha superato le 50.000 unità e la Gothia Cup ha ricevuto il premio per l'evento più importante della Svezia. La Gothia Cup Hall of Fame è stata introdotta nel 2007, lo stesso anno in cui il pubblico alla cerimonia di apertura ha superato per la prima volta i 40.000.
Nel 2008 la FIFA ha autorizzato la Gothia Cup a utilizzare la denominazione di Coppa del Mondo Giovanile. A partire dal 2009 è stata introdotta la categoria d'élite B17 per ragazzi di 17 anni: si tratta di un torneo su invito a cui partecipano le 12 migliori squadre svedesi e 12 squadre straniere. Nel 2014 è stata introdotta anche una gategoria corrispondente per le ragazze (G17).
Nel 2011 è stato introdotto il Kim Källström Trophy, una categoria speciale per giocatori con disabilità intellettive, sponsorizzato dal nazionale svedese Kim Källström; le partite vengono disputate in squadre miste da 7 giocatori. Nel 2018 la categoria ha cambiato nome in Gothia Special Olympics Trophy.
Nel 2013 viene inaugurata la La Gothia Arena (poi rinominata SKF Arena), uno stadio con la capienza da 9.000 spettatori in cui venivano disputate le partite più importanti del torneo. Nel 2015 la tredicenne statunitense Trinity Cooper, portiere degli American Bay Oaks Bombers di Oakland, è stata la milionesima partecipante al torneo.